# Función elíptica
En análisis complejo, una función elíptica es, en términos generales, una función definida sobre el plano complejo y periódica en ambas direcciones. Las funciones elípticas pueden ser vistas como generalizaciones de las funciones trigonométricas (las cuales únicamente tienen la periodicidad en una dirección, paralela a la recta real). Históricamente, las funciones elípticas fueron descubiertas como las funciones inversas de las integrales elípticas, que fueron estudiadas en relación con el problema de la longitud de arco en una elipse, de donde se deriva su nombre.

## Definición
Formalmente, una función elíptica es una función meromorfa {\displaystyle f} definida sobre {\displaystyle \mathbb {C} } para la que existen dos números complejos no nulos {\displaystyle a} y {\displaystyle b} tal que
{\displaystyle f(z+a)=f(z+b)=f(z)}   {\displaystyle \forall z\in \mathbb {C} }
y tal que {\displaystyle {\tfrac {a}{b}}} no es un real. De esto se deduce que 
 {\displaystyle f(z+ma+nb)=f(z)} {\displaystyle \forall z\in \mathbb {C} }  y para todo entero {\displaystyle m} y {\displaystyle n}. 
En el desarrollo de la teoría de las funciones elípticas, la mayoría de autores modernos utilizan la notación creada por Karl Weierstrass: la notación de las funciones elípticas en forma de Weierstrass basadas en la función {\displaystyle \wp } es cómoda y cualquier función elíptica puede ser expresada a partir de estas. Weierstrass se interesó en estas funciones cuando era estudiante de Christoph Gudermann, un estudiante de Carl Friedrich Gauss. Las funciones elípticas introducidas por Carl Gustav Jakob Jacobi, y la función auxiliar theta (no doble periódica), son más complicadas pero ambas importantes para la historia y para la teoría general. La diferencia más importante entre estas dos teorías es que las funciones de Weierstrass tienen polos de alto orden situados en las esquinas de un retículo periódico, mientras que las funciones de Jacobi tienen polos simples. 
El estudio de las funciones elípticas está estrechamente relacionado con el estudio de las funciones modulares y las formas modulares, relación demostrada por el teorema de Taniyama-Shimura. Algunos ejemplos de esta relación son el invariante j, las series de Eisenstein y la función eta de Dedekind.

## Propiedades
Cualquier número ω tal que f(z + ω) = f(z) para toda z de C se le llama period de f. Si dos periodos a y b son tales que cualquier otro periodo ω puede ser escrito como ω = ma + nb con m y n enteros , entonces a y b se les llama periodos fundamentales. Toda función elíptica tiene un par fundamental de períodos, aunque este par no es único, como se describe más adelante.
Si a y b son periodos fundamentales que describen un retículo, entonces exactamente el mismo retículo puede ser obtenido por los periodos fundamentales a'  y b'  donde a'  = p a + q b y b'  = r a + s b donde p, q, r y s son enteros que satisfacen p s − q r = 1. Dicho de otra forma, la matriz {\displaystyle {\begin{pmatrix}p&q\\r&s\end{pmatrix}}} 
tiene determinante unidad, por lo que pertenece al grupo modular. En otras palabras, si a y b son periodos fundamentales de una función elíptica, entonces también lo son a'  y b' .
Si a y b son periodos fundamentales, entonces cualquier paralelogramo con vértices z, z + a, z + b, z + a + b se le llama paralelogramo fundamental. Moviendo dicho paralelogramo múltiples de a y b obtenemos una copia del paralelogramo, y la función f se comporta idénticamente sobre todas esas copias, debido a esta periodicidad.
El número de polos es cualquier paralelogramo es finito (e igualmente para todo paralelogramo fundamental). A no ser que la función elíptica sea constante, todo paralelogramo fundamental tiene al menos un polo como consecuencia del teorema de Liouville. 
La suma de los órdenes de los polos en cualquier paralelogramo fundamental se le llama el orden de la función elíptica. La suma de los residuos de los polos en cualquier paralelogramos fundamental es igual a cero, en particular, ninguna función elíptica puede tener orden uno.
El número de ceros (contados con su multiplicidad) en cualquier paralelogramo fundamental es igual al orden de la función elíptica.
La derivada de una función elíptica es otra función elíptica con los mismos periodos. El conjunto de todas las funciones elípticas con el mismo periodo fundamental forman un cuerpo.
Las funciones elípticas en forma de Weierstrass {\displaystyle \wp } son el prototipo de función elíptica, y de hecho, el cuerpo de funciones elípticas para un retículo dado se genera a partir de {\displaystyle \wp } y su derivada {\displaystyle \wp '}.